# Розов пипер
Розов пипер е име на подправка, получена от плодовете на вид американски ясен – бразилски пипер (Schinus terebinthifolius).

## Описание
Schinus terebinthifolius е малко цъфтящо дърво, произлизащо от тропическите и субтропическите райони на Южна Америка – Бразилия, Аржентина. Растението не е пипер, но дължи името си на приликата на плодовете му с тези на черния пипер.

## Приложение
Розовия пипер се ползва като подправка. Зрънцата на растението имат тънка чуплива обвивка, която стрита се ползва за овкусяване на сосове, сирена, листни салати и бели меса (риба и пиле). Плодовият му ненатрапчив аромат го прави подходящ и за по-екзотични приложения, например в сладоледи и шоколади. Освен сладникав вкус придава на храната и лютивост, която напомня повече на чили отколкото на черен пипер. Розовият пипер, заедно с черния, белия и зеления се ползва и в смес от подправки нар. „шарен пипер“.
Розовият пипер е използван и в парфюмерийната индустрия. Известни парфюми носещи неговото ухание са: Burberry the beat, Chanel allure sensuelle, Kenzo Tokyo и др.
- Дърво от вида 
Schinus terebinthifolius
- Клонки
- Клонки